# Fandango Gang (album)
Fandango Gang – album studyjny duetu Bas Tajpan-Miuosh wydany w 2009 roku. Płyta ta była promowana na trasie koncertowej pt. „Gruba Trasa”, liczącej ponad 50 koncertów w całej Polsce.

## Lista utworów
Opracowane za pomocą źródła
1. „Gangstro”
2. „Fandango gang”
3. „Jestem sobą" (gościnnie: Bob One)
4. „Wojna” (gościnnie: Hemp Gru)
5. „Flipinflappin”
6. „Ostrożny bądź”
7. „Dziki wschód” (gościnnie: Bob One)
8. „Muszę odejść”
9. „Moje miasto” (gościnnie: Chvaściu)
10. „Jak to jest”
11. „Ciepło”
12. „Meksyk II” (gościnnie: Chvaściu)
13. „Ej gal” (gościnnie: Siwydym, Bob One)
14. „Moje miasto” (Bob One remix)
15. „Jestem sobą” (Zdolny remix)